# Cavernotettix craggiensis
Cavernotettix craggiensis är en insektsart som beskrevs av Richards, A.M. 1974. Cavernotettix craggiensis ingår i släktet Cavernotettix och familjen grottvårtbitare. Inga underarter finns listade i Catalogue of Life.